# Kandžiroba
Kandžiroba (také Kanjiroba) je hora v Himálaji v Nepálu. Se svojí výškou 6883 metrů nad mořem je nejvyšší horou Kandžiroba Himalu, podhůří Himálaje.